# Hemerobius convexus
Hemerobius convexus är en insektsart som beskrevs av Monserrat 2004. Hemerobius convexus ingår i släktet Hemerobius och familjen florsländor. Inga underarter finns listade i Catalogue of Life.